# Fata cu un pahar de vin
Fata cu paharul de vin este o pictură în ulei pe pânză a pictorului neerlandez Johannes Vermeer, realizată în jurul anilor 1659-1660, aflată în prezent la Muzeul Herzog Anton Ulrich din Braunschweig, Germania.

## Materiale pentru pictură
Analiza pigmenților realizată de Hermann Kühn arată că Vermeer a folosit ultramarinul natural scump pentru fața de masă, galbenul de plumb-staniu pentru portocalele de pe masă și lacul de roibă și purpuriu pentru fusta femeii.